# Volley Club Marcq-en-Barœul 2019-2020
Questa voce raccoglie le informazioni riguardanti il Volley Club Marcq-en-Barœul nelle competizioni ufficiali della stagione 2019-2020.

## Organigramma societario
Area direttiva
- Presidente: Vincent Joly

Area tecnica
- Allenatore: Thibaut Gosselin

## Rosa
| N° | Nome               | Ruolo | Data di nascita   | Nazionalità sportiva |
| -- | ------------------ | ----- | ----------------- | -------------------- |
| 1  | Karolina Goliat    | O     | 25 ottobre 1996   | Belgio               |
| 2  | Julie Mollinger    | S     | 27 settembre 1990 | Francia              |
| 4  | Kristina Jordanska | C     | 30 settembre 1988 | Bulgaria             |
| 5  | Vanessa Palacios   | L     | 3 luglio 1984     | Perù                 |
| 6  | Alessandra Guerra  | S     | 5 aprile 1981     | Brasile              |
| 8  | Valentine Mortreux | C     | 17 febbraio 1992  | Francia              |
| 10 | Zoila La Rosa      | P     | 31 maggio 1990    | Perù                 |
| 11 | Clarivett Yllescas | C     | 11 agosto 1993    | Perù                 |
| 12 | Lucie Dekeukelaire | S/L   | 26 maggio 1993    | Francia              |
| 16 | Maelle Lefebvre    | P     | 9 novembre 2000   | Francia              |
| 19 | Margarita Martínez | S     | 19 maggio 1995    | Colombia             |

## Risultati

### Coppa di Francia

#### Fase a eliminazione diretta
| Ottavi di finale - 29 ottobre 2019 Palais des Sports, Mulhouse | ASPTT Mulhouse | 3 - 0 | Marcq-en-Barœul | 25-22, 25-16, 25-21 |